# 齐格蒙特·安乔克
齐格蒙特·安乔克（波蘭語：Zygmunt Anczok，1946年3月14日—），波兰男子足球运动员，司职后卫。他曾代表波兰国奥队参加1972年夏季奥林匹克运动会足球比赛，获得一枚金牌。